# Madge Titheradge
Madge Titheradge (Melbourne, Australia; 2 de julio de 1887-Fetcham, Inglaterra; 14 de noviembre de 1961) fue una actriz teatral y cinematográfica de nacionalidad británica.

## Biografía
Nació en el seno de una familia dedicada al teatro, su hermano mayor era el escritor y actor Dion Titheradge, y su padre, el actor George Sutton Titheradge. A los once años Titheradge ya había actuado en el teatro con las compañías australianas de Lionel Brough-Dion Boucicault, Jr. y Bland Holt, volviendo su familia al Reino Unido en 1898. Con quince años debutó en la escena londinense haciendo el papel de Second Water Baby en The Water Babies, obra representada en el Teatro Garrick. Pronto pasó a ser una actriz popular, y su fotografía pasó a adornar muchas tarjetas postales y de cigarrillos.
Entre sus mejores trabajos teatrales se incluyen el papel de la Princesa Katherine en King Henry V (1908), con Lewis Waller, y el papel protagonista de Peggy Admaston en A Butterfly upon the Wheel (1911), obra con la cual debutó en Nueva York en 1912. En Londres, en diciembre de 1914, hizo el papel del título en la pieza de James Matthew Barrie Peter Pan. Tras extensas giras por Canadá, Australia y los Estados Unidos, a menudo con la compañía teatral de Lewis Waller, ella debutó en el cine con el film británico de 1915 Brigadier Gerard, y en 1916 fue a Hollywood para actuar en A Fair Imposter. Entre sus siguientes producciones en Hollywood figuran Her Story y una coproducción angloestadounidense, David and Jonathan.
En el círculo teatral londinense destacan sus papeles de Desdémona en Otelo (Teatro Ambassadors, 1921), Nora en la obra de Henrik Ibsen Casa de muñecas (Playhouse, 1923), Beatrice en Mucho ruido y pocas nueces (1926), Nadja en The Queen was in the Parlour, de Noël Coward (Criterion, 1927), y Julie Cavendish en Theatre Royal, de Edna Ferber y George S. Kaufman (Teatro Shaftesbury, 1936).
El primer matrimonio de Madge Titheradge, con el actor Charles Quatermaine, se disolvió en 1918. En 1928 se casó con el empresario estadounidense Edgar Park, y temporalmente se retiró de la escena, volviendo en 1932. Tras fallecer su marido en 1938, ella sufrió una progresiva mala salud, pasando como inválida sus últimos veinte años de vida. Madge Titheradge falleció en 1961 en Fetcham, Inglaterra.

## Filmografía
- Brigadier Gerard (1915)
- A Fair Impostor (1916)
- The Woman Who Was Nothing (1917)
- God Bless Our Red, White and Blue (1918)
- Gamblers All (1919)
- David and Jonathan (1920)
- Her Story (1920)
- The Husband Hunter (1920)
- Love in the Wilderness (1920)
- A Temporary Gentleman (1920)